# Thecla muridosca
Thecla muridosca är en fjärilsart som beskrevs av Dyar 1918. Thecla muridosca ingår i släktet Thecla och familjen juvelvingar. Inga underarter finns listade i Catalogue of Life.